# 零戰燃燒
《零戰燃燒》（日语：零戦燃ゆ）是日本的戰爭片電影，於1984年由日本東寶公司發行。

## 概要
本片由柳田邦男的同名小說改編，內容以第二次世界大戰太平洋戰爭期間大日本帝國海軍的王牌飛行員杉田莊一的故事為主軸。

## 製作
- 導演：舛田利雄
- 編劇：笠原和夫（日语：笠原和夫 (脚本家)）
- 音樂：伊部晴美（日语：伊部晴美）
- 主題曲：石原裕次郎『黎明』 『北斗七星-乙女の神話-』 （北斗七星-少女的神話-）
- 片長：128分鐘

## 演員
- 加山雄三：下川萬兵衛
- 堤大二郎（日语：堤大二郎）：濱田正一
- 橋爪淳（日语：橋爪淳）：水島國夫
- 早見優：吉川靜子
- 青井輝彥（日语：あおい輝彦）：小福田租
- 目黑祐樹（日语：目黒祐樹）：宮野善治郎
- 織茂政夫（日语：おりも政夫）：森崎武中尉
- 宅麻伸（日语：宅麻伸）：東條輝雄
- 大門正明（日语：大門正明）：曾根嘉年（日语：曽根嘉年）
- 加藤武（日语：加藤武）：宇垣纏
- 神山繁（日语：神山繁）：軍令部參謀
- 青木義朗（日语：青木義朗）：小澤治三郎
- 南田洋子（日语：南田洋子）：濱田稻
- 北大路欣也：堀越二郎
- 丹波哲郎：山本五十六

## 外部連結
- 互联网电影数据库（IMDb）上《零戰燃燒》的资料（英文）